# Аргайл: Супершпионин
„Аргайл: Супершпионин“ (на английски: Argylle) е шпионска екшън комедия от 2024 г. на режисьора Матю Вон, по сценарий на Джейсън Фуш. Във филма участват Брайс Далас Хауърд, Сам Рокуел, Брайън Кранстън, Катрин О'Хара, Хенри Кавил, София Бутела, Дуа Липа, Ариана Дебос, Джон Сина и Самюъл Джаксън.
Премиерата на филма се състои в Odeon Luxe Leicester Square в Лондон на 24 януари 2024 г., и е пуснат от „Юнивърсъл Пикчърс“ и „Апъл Ориджинал Филмс“ във Великобритания на 1 февруари, и във Съединените щати на следващия ден.

## Актьорски състав
- Хенри Кавил – Агент Аргайл[6]
  - Луис Патридж – Аргайл като млад[7]
- Брайс Далас Хауърд – Ели Конуей[6][8]
- Сам Рокуел – Ейдън[9]
- Брайън Кранстън – Ритър[9]
- Катрин О'Хара – Рут Конуей, майката на Ели[9][6]
- София Бутела – Саба Ал-Бадр[9]
- Дуа Липа – ЛаГрейндж[6]
- Ариана Дебос – Кейра[9]
- Джон Сина – Уайът[9]
- Самюъл Джаксън – Алфред Соломон[9]
- Ричард Соломон – Фаулър[9]
- Чип – Алфи, котката на Ели[9]
- Роб Дилейни – директор Пауъл и Джинг Луси[10][11]